# Movie Pests
Movie Pests (dt.: Kinoplage) ist ein US-amerikanischer Kurzfilm aus der Reihe Pete Smith Specialties, der 1944 veröffentlicht wurde.

## Handlung
In diesem Film wird gezeigt, mit welchen Problemen der Kinogänger zu kämpfen hat. Gezeigt werden Leute, die nicht stillsitzen können. Andere Leute belegen einen Sitz am Gang und strecken ihre Beine in den Gang. Die nächsten drücken ihre Knie in die Lehne der vorderen Sitze oder essen ihre Snacks in einer hohen Lautstärke. Zum Schluss stellt sich der Erzähler vor, wie man diese Leute am besten behandelt.

## Auszeichnungen
1945 wurde der Film in der Kategorie Bester Kurzfilm (eine Filmrolle) für den Oscar nominiert.

## Hintergrund
Uraufgeführt wurde die Produktion von MGM am 8. Juli 1944.
Sprecher des Films war Produzent Pete Smith.